# Proteuxoa loxosema
Proteuxoa loxosema là một loài bướm đêm trong họ Noctuidae.